# Hippolytia megacephala
Hippolytia megacephala là một loài thực vật có hoa trong họ Cúc. Loài này được (Rupr.) Poljakov mô tả khoa học đầu tiên năm 1957.